# Oberneukirchen (Németország)
Oberneukirchen település Németországban, azon belül Bajorországban. Lakosainak száma 842 fő (2023. december 31.). Oberneukirchen Kraiburg am Inn és Polling községekkel határos.

## Népesség
A település népessége az elmúlt években az alábbi módon változott:
| Lakosok száma | 865  | 1260 | 718  | 684  | 848  | 827  | 835  | 855  | 847  | 842  |
|               | 1875 | 1950 | 1975 | 1987 | 2012 | 2014 | 2016 | 2017 | 2021 | 2023 |